# Black spider memos

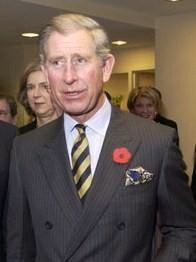
Le prince Charles de Galles en 2005.

Les black spider memos est le nom donné aux lettres et missives manuscrites que le prince Charles de Galles a fait parvenir aux ministres du gouvernement du Royaume-Uni et aux hommes politiques britanniques. Elles prêtent à controverse parce que le prince est l'aîné de la famille royale britannique et donc le  successeur sur le trône britannique, alors que les monarques britanniques sont traditionnellement neutres sur la scène politique.
En 2010, le journaliste Rob Evans du journal The Guardian a déposé une demande d'information sur les lettres et missives que le prince a envoyé en 2004 et 2005. Après différentes procédures judiciaires, l’Attorney General Dominic Grieve a refusé d'accéder à la demande en octobre 2012. En mars 2015, la Cour suprême a cependant tranché en appel contre la décision du gouvernement et a autorisé la publication des black spider memos. Avant le 13 mai 2015, seules des rumeurs ou des échanges informels ont mentionné les black spider memos, puis l’Information Tribunal a ordonné leur divulgation. 
Même si ces documents ont été transmis à titre privé, des critiques jugent qu'elles influencent indûment les décisions des ministres du gouvernement britannique. Par ailleurs, Charles de Galles se qualifie de « prince qui s'ingère ». Les sujets portent sur l'agriculture, les modifications génétiques, le réchauffement climatique, la dépossession sociale (social deprivation), la planification urbaine et l'architecture.

### Citations originales
1. ↑  (en) « meddling prince »